# .csnet
El .csnet era, durant la dècada dels 80 i principis de la dels 90, un pseudo domini de primer nivell del sistema de noms de domini d'Internet. Es tractava d'un sufix que s'afegia a un missatge de correu electrònic provinent de la xarxa CSNET per permetre el seu encaminament a Internet.
En aquella època, Internet no era més que una xarxa informàtica entre d'altres. Els ordinadors no connectats a Internet, però connectats a una altra xarxa com BITNET, OZ, CSNET o UUCP, podien intercanviar generalment correus electrònics amb Internet a través de passarel·les. Per a ser retransmesos a través de les passarel·les, els missatges associats a aquestes xarxes, s'etiquetaven amb sufixos com .bitnet, .oz,.csnet o .uucp, però els dominis corresponents a aquestes etiquetes no existien dins el sistema de noms de domini d'internet.